# Christina Onassis
Christina Onassis (in greco: Χριστίνα Ωνάση) (New York, 11 dicembre 1950 – Buenos Aires, 19 novembre 1988) è stata una dirigente d'azienda greca, erede della fortuna degli Onassis.

## Biografia

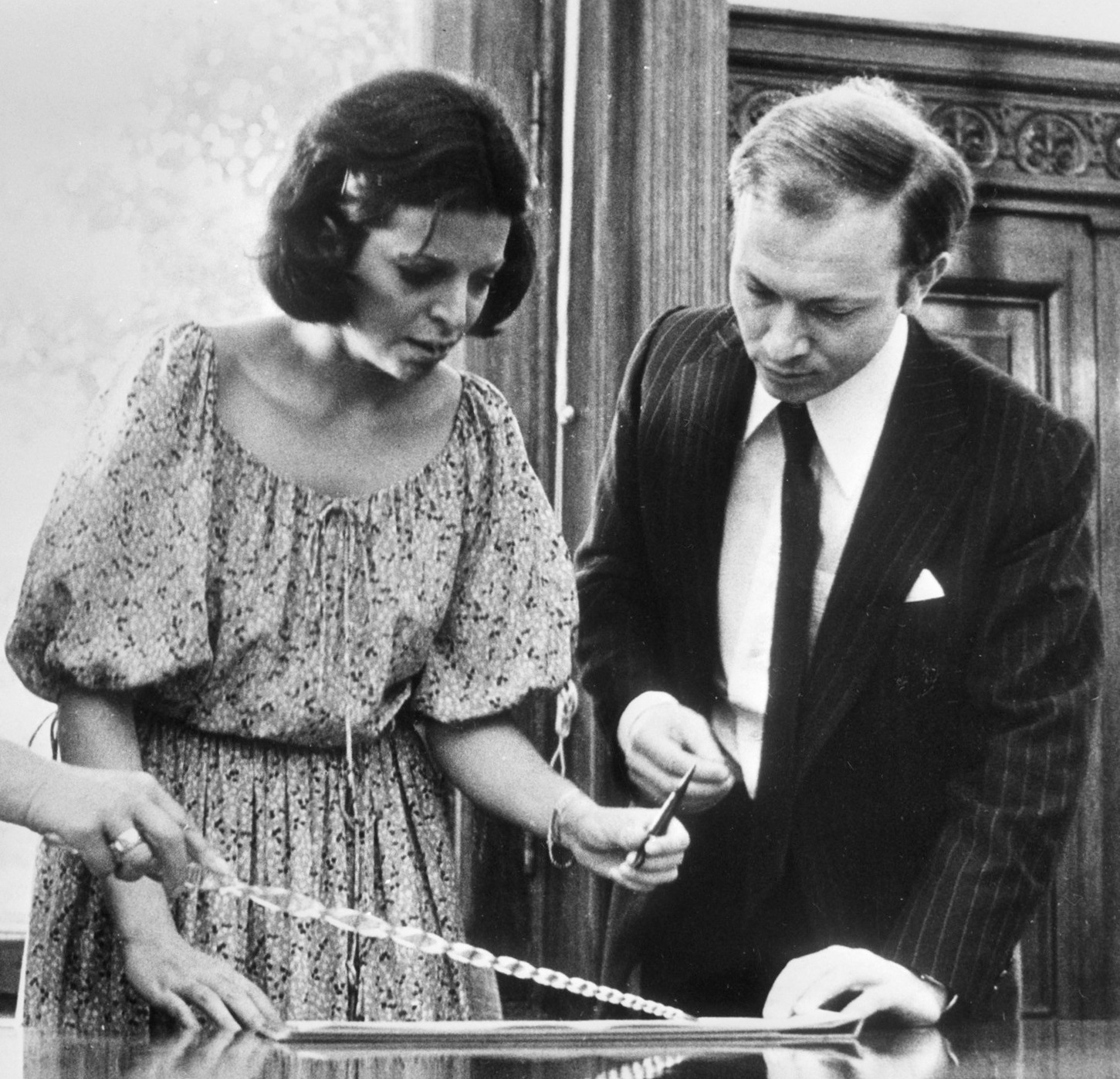
Il matrimonio di Christina Onassis e Sergei Kauzov il 2 agosto 1978

Figlia dell'armatore greco Aristotele Onassis e di Athina Livanou, e sorella di Alexander Onassis, nacque a New York presso il LeRoy Sanitarium. Suo nonno materno era Stavros G. Livanos, fondatore dell'impero marittimo Livanos. Onassis aveva un fratello maggiore, Alexander. Lei e Alexander sono cresciuti ed educati in Francia, Grecia e Inghilterra. Ha frequentato la Headington School di Oxford e il Queen's College di Londra dal 1968 al 1969.
I genitori di Cristina divorziarono nel 1960, in seguito alla relazione del padre con la cantante lirica Maria Callas. In seguito sposò l'ex First Lady Jacqueline Kennedy, vedova del presidente degli Stati Uniti John F. Kennedy, nel 1968. Secondo quanto riferito, Cristina e Alexander diffidavano dei Kennedy e non si sono mai affezionati a lei. La madre di Cristina sposò Stavros Niarchos nel 1971.
Nel giro di 29 mesi, Cristina perse tutta la sua famiglia. Suo fratello Alexander morì in un incidente aereo ad Atene nel 1973 a 24 anni, morte che devastò la famiglia. Sua madre morì di sospetta overdose nel 1974, lasciando a Christina il suo patrimonio di 77 milioni di dollari. La salute di suo padre, malato di miastenia gravis, si aggravò dopo la morte di Alexander e morì nel marzo 1975. Dopo la scomparsa del padre, Cristina rinunciò alla cittadinanza statunitense e donò la parte americana delle sue proprietà nell'azienda del padre all'American Hospital di Parigi, mantenendo la doppia cittadinanza in Grecia e in Argentina per il resto della vita.
La seconda e ultima moglie di suo padre, Jacqueline Kennedy-Onassis, riceveva "solo" il minimo legale (o previsto dal contratto di matrimonio), cioè una rendita annua di 150.000 dollari e il 25% dalla società che gestisce l'isola di Skorpios e lo yacht. Ma Jacqueline Kennedy Onassis contestò la validità del testamento. Dopo una lunga trattativa durata due anni, le due donne raggiunsero un accordo che cedeva 26 milioni di dollari di questa eredità a Jacqueline Kennedy Onassis, che rinunciò ai suoi diritti sullo yacht e sulla proprietà dell'isola di famiglia.
Fin da ragazza ebbe un tormentato rapporto col proprio aspetto fisico, sottoponendosi a soli 17 anni a un intervento di rinoplastica. Quando poi morì anche il patriarca, Christina si ritrovò sola a gestire l'immenso patrimonio di famiglia e, come sua madre, Christina tentò varie volte di togliersi la vita. Divenne obesa e morì il 19 novembre 1988, in un palazzo a Tortuguitas, fuori Buenos Aires, a soli 37 anni per edema polmonare. Il suo corpo venne trovato dalla sua fedele cameriera, Elena, nella vasca da bagno della sua camera d'albergo (Elena era stata anche l'ex cameriera della Callas). I medici sostennero che la sua morte fosse stata causata dall'abuso di droghe e medicinali; pare, infatti, che la donna fosse ossessionata dal proprio peso e prendesse molti farmaci per non ingrassare, soprattutto anfetamine.
Il 20 novembre si tenne il funerale privato greco-ortodosso in una cappella sull'isola di Skorpios, di proprietà degli Onassis, dove fu sepolta nel terreno della famiglia Onassis accanto al padre e al fratello. Onassis lasciò la sua fortuna, del valore stimato di 250 milioni di dollari (equivalenti a 644 milioni di dollari nel 2023), alla sua unica figlia, Athina. Cresciuta in Svizzera da suo padre, Thierry Roussel, e dalla nuova moglie, Marianne "Gaby" Landhage, Athina ottenne il controllo di metà della tenuta il giorno del suo 18° compleanno.

## Vita privata
Si sposò quattro volte: con Joseph Bolker, un agente immobiliare di Los Angeles nel 1971; finì con il divorzio poiché il padre di lei disapprovava l'unione; quindi con Alexander Andreadis, un altro ricco erede greco nel 1975; in seguito con Sergei Kauzov, cittadino sovietico, nel 1978; infine con Thierry Roussel, figlio di Henry Julien Gaston Roussel, presidente del laboratorio farmaceutico Roussel Uclaf, nel 1984. Ebbe una figlia, Athina Onassis, nata nel 1985 dal matrimonio con Thierry Roussell. Christina divorziò da lui quando venne a conoscenza di una relazione extraconiugale del marito con la modella Marianne "Gaby" Landhage.

## Lo yacht "Christina O"

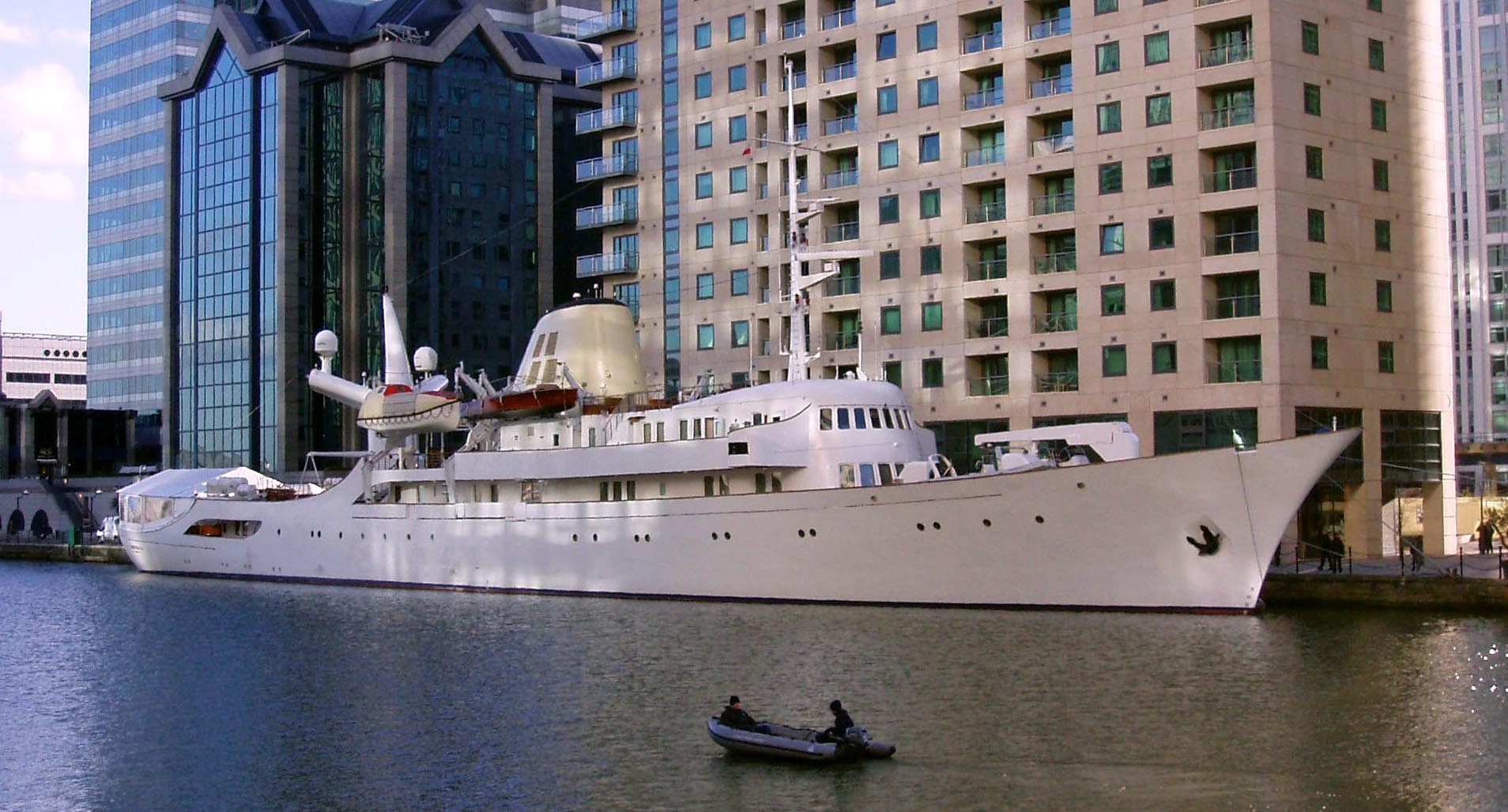
Lo yacht "Christina O"

Lo yacht di lusso "Christina O" di Aristotele Onassis, che prende il nome da sua figlia, era un "palazzo galleggiante" e servì per diversi anni come sua residenza permanente. Lo yacht è stato convertito dalla fregata militare HMS Stormont.

## Cultura popolare
- La cantante americana Patty Griffin ha dedicato la canzone "Christina" a Onassis. Anche il cantautore spagnolo Joaquín Sabina le ha dedicato una canzone, intitolata "Pobre Cristina" e contenuta nel suo album del 1990 Mentiras piadosas.
- Nella serie televisiva spagnola Veneno, il capitolo numero 4 è chiamato "La maledizione degli Onassises". L'episodio è stato trasmesso il 27 settembre 2020.